# Kogigonalia dietzi
Kogigonalia dietzi är en insektsart som beskrevs av Young 1977. Kogigonalia dietzi ingår i släktet Kogigonalia och familjen dvärgstritar. Inga underarter finns listade i Catalogue of Life.